# 丙酮肟
丙酮肟是一种有机化合物，是最简的酮肟。其化学式为(CH3)2CNOH，外观为白色晶状固体，可溶于水、乙醇、乙醚、氯仿、轻石油，常用于有机合成。
丙酮肟最早在1882年由德国化学家维克托·梅耶及其学生制成并命名。

## 制备
丙酮肟可由丙酮和羟胺在氯化氢的环境下反应冷凝而得：
(CH3)2CO  +  H2NOH   →   (CH3)2CNOH  +  H2O
除此之外，也可以在过氧化氢的环境下，将丙酮氨解氧化而成。

## 用途
丙酮肟是一种优秀的缓蚀剂，与常用的肼对比，不仅毒性低，而且也更稳定。丙酮肟也用于酮、钴的测定，以及有机合成。